# Kirche Trappönen
Bei der Kirche in Trappönen (der Ort hieß zwischen 1938 und 1946 Trappen) handelte es sich um einen zu Beginn des 20. Jahrhunderts errichteten unverputzten Ziegelbau mit Turm. Bis 1945 war sie evangelisches Gotteshaus für die Bevölkerung im Kirchspiel des einst ostpreußischen und jetzt Nemanskoje genannten Ortes in der russischen Oblast Kaliningrad (Gebiet Königsberg (Preußen)).

## Geographische Lage
Das heutige Nemanskoje liegt am Südufer der Memel an einer Nebenstraße (27K-112 bzw. 27K-321), die Lesnoje (Groß Lenkeningken, 1938 bis 1946 Großlenkenau) mit Pogranitschny (Schillehnen, 1938 bis 1946 Waldheide) verbindet. Eine Bahnanbindung besteht nicht.
An der Stelle der einstigen Kirche steht heute ein Verwaltungsgebäude in unmittelbarer Nähe des früheren und heute noch erhaltenen Pfarrhauses.

## Kirchengebäude
Nur ein Jahr nach Gründung des Kirchspiels Trappönen konnte die neu errichtete Kirche im November 1905 eingeweiht werden. Sie war ein Geschenk Kaiser Wilhelm II. In üblicher Ost-West-Ausrichtung wurde das Kirchengebäude in neugotischem Stil als unverputzter Ziegelbau errichtet, wobei in der Bauausführung Ordensarchitektur erkennbar war.
Der im Westen vorgebaute Turm hatte ein Satteldach. Durch eine Vorhalle betrat man das Kirchenschiff auf einem breit angelegten Gang zum Altar in der östlichen Apsis.
Der verputzte Innenraum war mit einer halbrunden gewölbten Decke versehen, von Wand zu Wand verliefen zwei starke Balken. Von der reich ausgemalten Decke hingen zwei Messingleuchter in neugotischen Formen herab. Kirchenschiff und Altarraum waren durch einen bemalten Triumphbogen getrennt. Im rechteckigen Altarraum stand der hölzerne Altar mit Aufsatz und einem drei Meter aufragenden Kruzifix. Rechts vom Altar stand die Kanzel, links der Taufstein. Hinter den Altar befand sich ein großes Spitzbogenfenster mit den Darstellungen der Kreuzigung Jesu und der Auferstehung Jesu Christi.
Die Orgel stammte aus der Erbauungszeit der Kirche. Das Geläut bestand aus drei Glocken, von denen eine im Ersten Weltkrieg abgegeben werden musste. Bei 1934 vorgenommenen Renovierungsarbeiten wurden die beiden eisernen Öfen durch eine Warmluftheizung ersetzt.
Das Gotteshaus fiel der Zerstörung im Zweiten Weltkrieg zum Opfer. Verbleibende Reste wurden nach 1945 abgetragen und als Baumaterial verwendet. An der Stelle der Kirche steht jetzt ein Verwaltungsgebäude.

## Kirchengemeinde
Für die Kirchspielorte der Evangelischen Kirche Wischwill, die auf der Südseite der Memel lagen, bestand im Frühjahr und Herbst eine äußerst schwierige Verbindung zu der am Nordufer gelegenen Pfarrkirche. Das war der Grund, sie von Wischwill (der Ort heißt heute litauisch: Viešvilė) abzutrennen und sie zu einem neuen Kirchspiel mit dem Pfarrort Trappönen zusammenzuschließen. So entstand das Kirchspiel Trappönen (1938 bis 1946: Trappen), ergänzt um zwei Orte aus dem Kirchspiel der Kirche Lasdehnen (der Ort hieß zwischen 1938 und 1946: Haselberg, heute russisch: Krasnosnamensk).
Am 1. Oktober 1904 wurde es gegründet, nachdem bereits seit 1899 Hilfsprediger hier eingesetzt waren. Nachdem die neue Kirche 1905 fertiggestellt war, konnte im Jahre 1908 auch der Bau des Pfarrhauses vollendet werden. Das Gebäude ist heute noch unverändert erhalten, sieht man von der Neudeckung des Daches mit Asbestzementziegeln ab. In dem alten Pfarrhaus entstand ein Museum für russische und deutsche Zeitgeschichte.
Die zehn Ortschaften bzw. Wohnplätze umfassende Pfarrei war Teil des Kirchenkreises Ragnit (heute russisch: Neman), zuletzt bis 1945 der Diözese Ragnit im Kirchenkreis Tilsit-Ragnit innerhalb der Kirchenprovinz Ostpreußen der Kirche der Altpreußischen Union zugeordnet. Die Kirchengemeinde war patronatslos und zählte 1925 insgesamt 2.200 Gemeindeglieder.
Flucht und Vertreibung der einheimischen Bevölkerung im Zusammenhang des Zweiten Weltkrieges sowie die restriktive Religionspolitik der Sowjetunion machten nach 1945 kirchliches Leben in Nemanskoje unmöglich. Heute liegt der Ort im weitflächigen Einzugsgebiet der neu entstandenen evangelisch-lutherischen Gemeinde in Sabrodino (Lesgewangminnen, 1938 bis 1946 Lesgewangen), die zur Propstei Kaliningrad (Königsberg) der Evangelisch-lutherischen Kirche Europäisches Russland gehört.

### Kirchspielorte
Das Kirchspiel der Kirche Trappönen bestand aus zehn Ortschaften bzw. Wohnplätzen:
| Name                                 | Änderungsname 1938 bis 1946 | Russischer Name |
| ------------------------------------ | --------------------------- | --------------- |
| *Alt Lubönen                         | Friedenswalde               | Osjornoje       |
| Böttchershof                         |                             | Nemanskoje      |
| *Budupönen-Uthelen                   | seit 1931: Hartigsberg      | Dolschanskoje   |
| *Galwoszen 1936–1938: Galwoschen     | Sandwalde                   |                 |
| Mösen                                | Kleinhartigsberg            |                 |
| Neu Lubönen                          | Memelwalde                  | Selenodolje     |
| Schacken                             |                             | Werchowoje      |
| Trappönen, Dorf                      | Trappen, Dorf               | Nemanskoje      |
| Trappönen, Forst                     | Trappen, Forst              | Nemanskoje      |
| Treibgirren bis 1907: Lenkeninkehlen | Treiben                     |                 |

### Pfarrer
In den vier Jahrzehnten des Bestehens des Kirchspiels Trappönen amtierten als evangelische Pfarrer (bis 1904: Hilfsprediger) die Geistlichen:
| - Gottfried Ferdinand Schenk, 1899–1901 - Theodor Bobeth, 1901–1904/1904–1912 - Albert Droysen, 1912–1917 - Walter Prang, 1918–1926 - Heinrich Zimmermann, 1926–1929 - Ernst Auringer, 1933–1945 |

## Verweise
1. 1 2 3  Trappönen - Kirchdorf am Memelstrom (GenWiki)
2. ↑  Walther Hubatsch, Geschichte der evangelischen Kirche Ostpreußens, Band 2: Bilder ostpreussischer Kirchen, Göttingen, 1968, S. 112–113, Abb. 571
3. ↑  Historisches Bild der Trappöner Kirche (Aufnahme ca. 1932)
4. ↑  Nemanskoje - Trappönen/Trappen bei ostpreussen.net
5. ↑  Kirchspiel Trappen (Trappönen) (Kreisgemeinschaft Tilsit-Ragnit) (Memento des Originals vom 8. August 2014 im Internet Archive)  Info: Der Archivlink wurde automatisch eingesetzt und noch nicht geprüft. Bitte prüfe Original- und Archivlink gemäß Anleitung und entferne dann diesen Hinweis.
6. 1 2  Friedwald Moeller, Altpreußisches evangelisches Pfarrerbuch von der Reformation bis zur Vertreibung im Jahre 1945, Hamburg, 1968, S. 144
7. 1 2  Walther Hubatsch, Geschichte der evangelischen Kirche Ostpreußens, Band 3: Dokumente, Göttingen, 1968, S. 489
8. ↑  Evangelisch-lutherische Propstei Kaliningrad (Memento des Originals vom 29. August 2011 im Internet Archive)  Info: Der Archivlink wurde automatisch eingesetzt und noch nicht geprüft. Bitte prüfe Original- und Archivlink gemäß Anleitung und entferne dann diesen Hinweis.
9. ↑  Ein * kennzeichnet einen Schulort